# Список художественных музеев Украины
Список существующих в настоящее время художественных музеев, музеев изобразительного искусства и художественных галерей Украины составлен в соответствии с текущим административным делением государства. В списке представлены в основном государственные музеи.
Музеи, включённые в проименованные по названиям областей или административных единиц разделы списка, представлены в следующей последовательности: приоритетные места отведены государственным музейным учреждениям в административных областных центрах; на последующих уровнях — отделения или филиалы ранее указанных учреждений.

## Киев

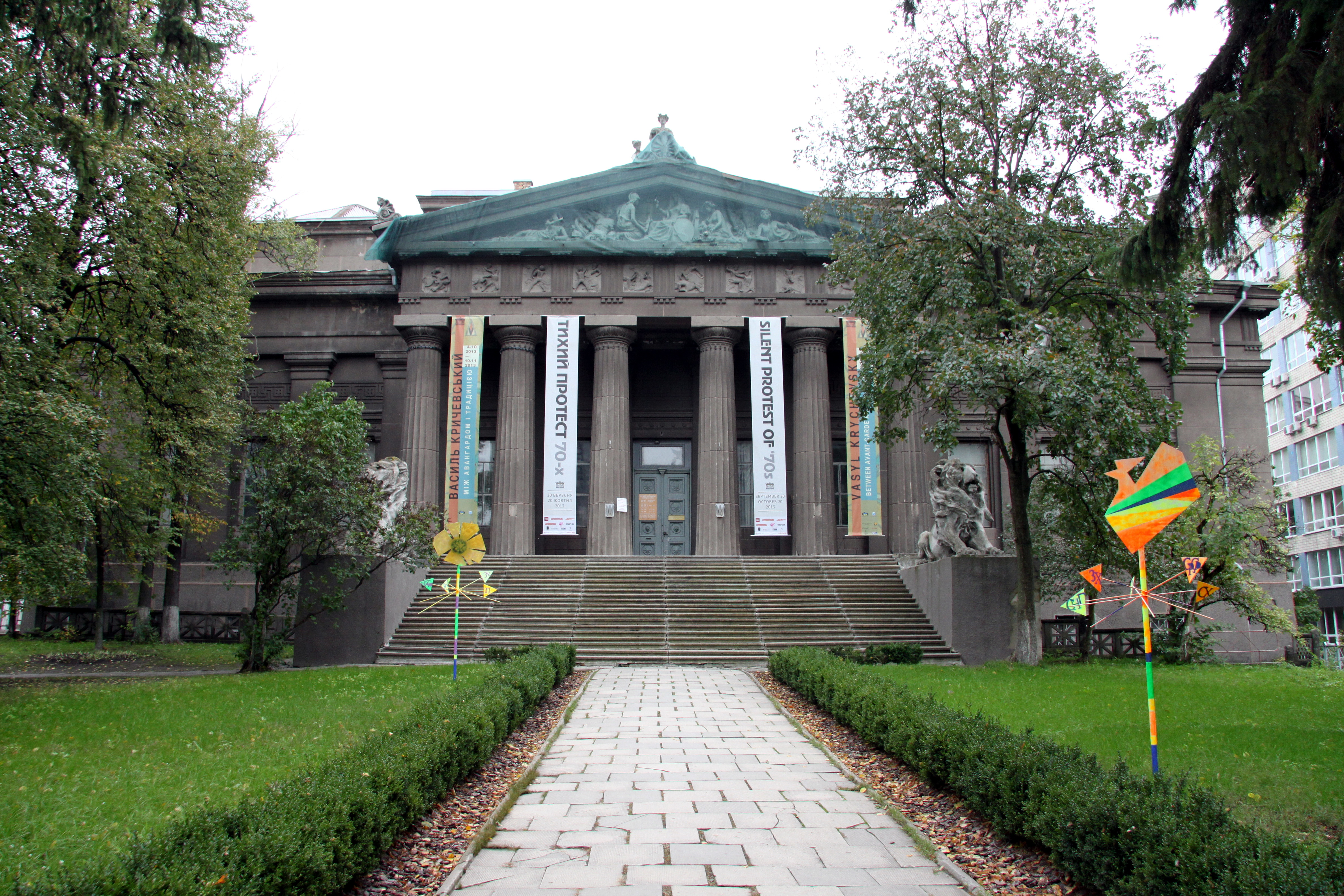
Национальный художественный музей Украины

- Национальный художественный музей Украины
- Национальный музей «Киевская художественная галерея»
- Музей западного и восточного искусства
- Киевская детская художественная галерея
- Музей Якубовских[укр.]
- Национальный музей украинского народного декоративного искусства
- Национальный центр народной культуры «Музей Ивана Гончара»
- Национальный музей народной архитектуры и быта Украины
- Музей книги и книгопечатания Украины
- Музей театра, музыки и кинематографии Украины

## Севастополь
- Севастопольский музей им. М. П. Крошицкого

## Автономная Республика Крым

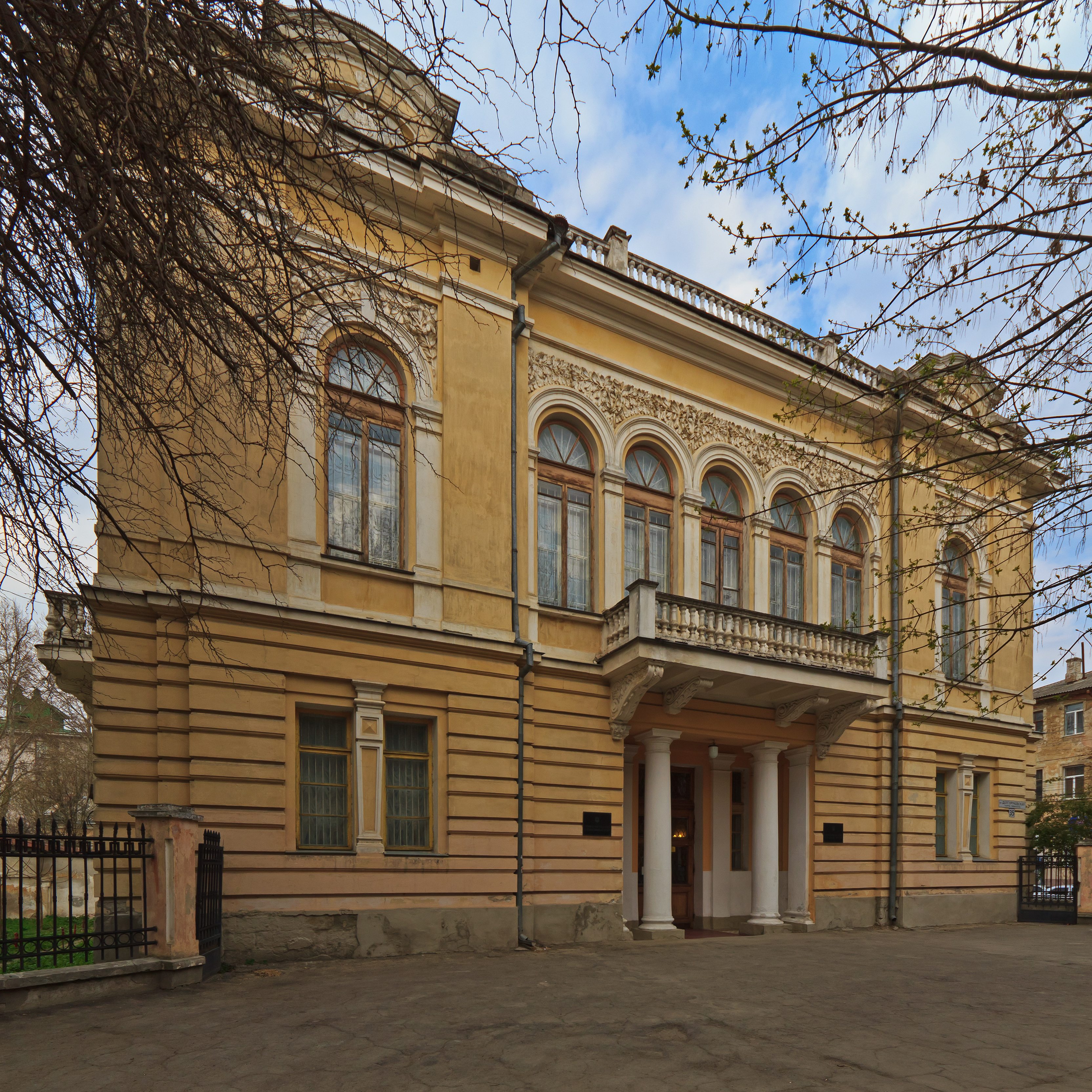
Симферопольский художественный музей

- Симферопольский художественный музей
- Национальная художественная галерея имени Айвазовского
- Картинная галерея в Керчи (филиал Керченского государственного историко-культурного заповедника в составе Керченского историко-археологического музея)
- Музей Веры Мухиной

## Винницкая область
- Винницкий художественный музей[укр.]
- Шаргородский музей изобразительных искусств
- Ямпольский музей изобразительных искусств

## Волынская область
- Художественный отдел Волынского краеведческого музея, Луцк

## Днепропетровская область
- Днепропетровский художественный музей

## Донецкая область
- Донецкий художественный музей
- Макеевский художественно-краеведческий музей
- Дружковский художественный музей
- Краматорский художественный музей
- Горловский художественный музей
- Мариупольский художественный музей имени Куинджи
- Центр современного искусства и культуры имени А. И. Куинджи

## Житомирская область

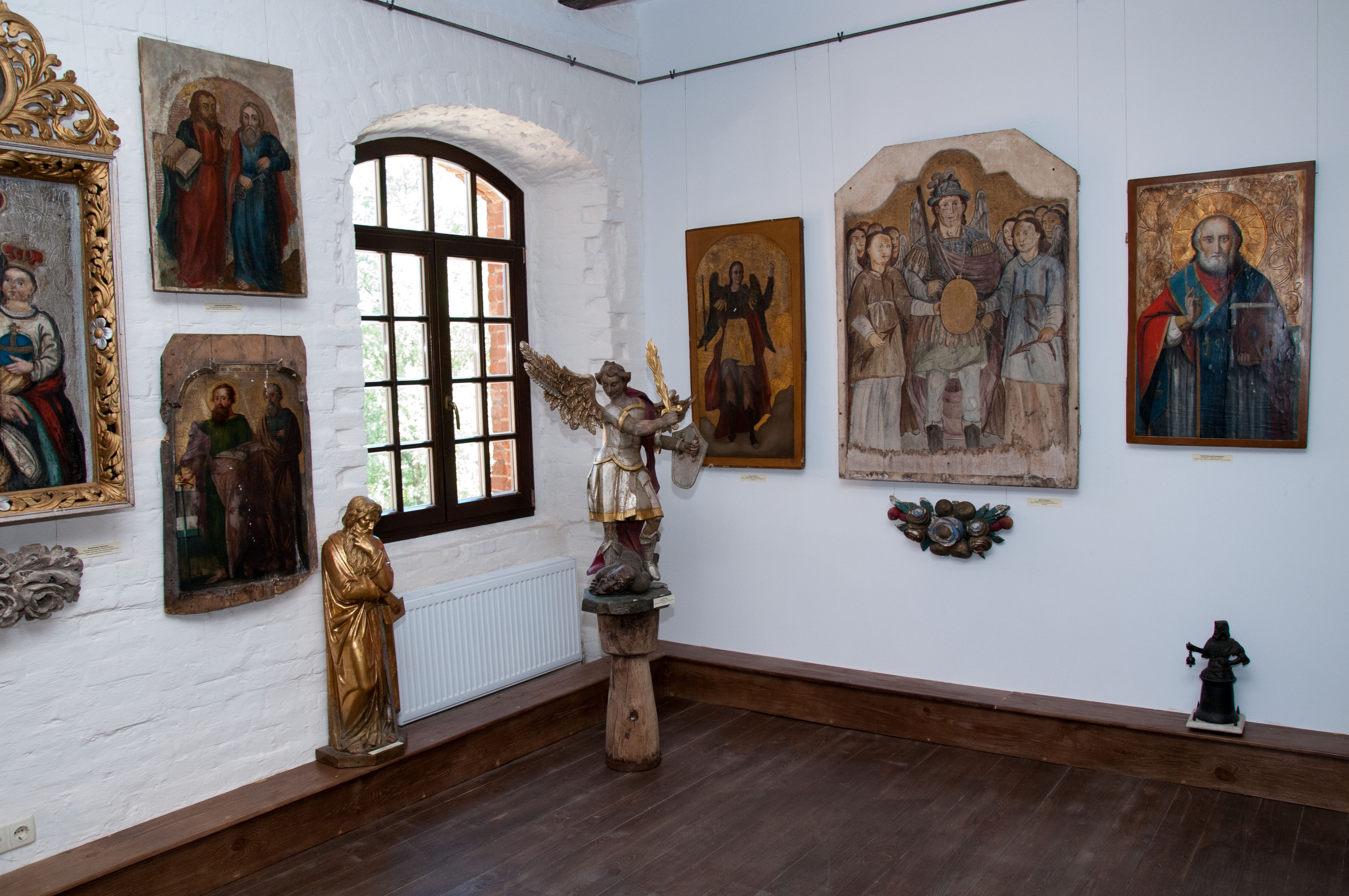
Музей украинской домашней иконы

- Житомирский художественный музей (филиал Житомирского краеведческого музея[укр.])
- Кмитовский музей изобразительного искусства имени И. Д. Буханчука
- Музей украинской домашней иконы

## Закарпатская область
- Закарпатский областной художественный музей имени Иосифа Бокшая (Ужгород)

## Запорожская область
- Запорожский художественный музей
- Бердянский художественный музей имени И. И. Бродского
- Энергодарский художественный выставочный зал

## Ивано-Франковская область

Музей Писанка

- Ивано-Франковский областной художественный музей
  - Рогатинский художественно-краеведческий музей
- Музей Писанка, Коломыя

## Киевская область
- Яготинская картинная галерея[3]

## Кировоградская область

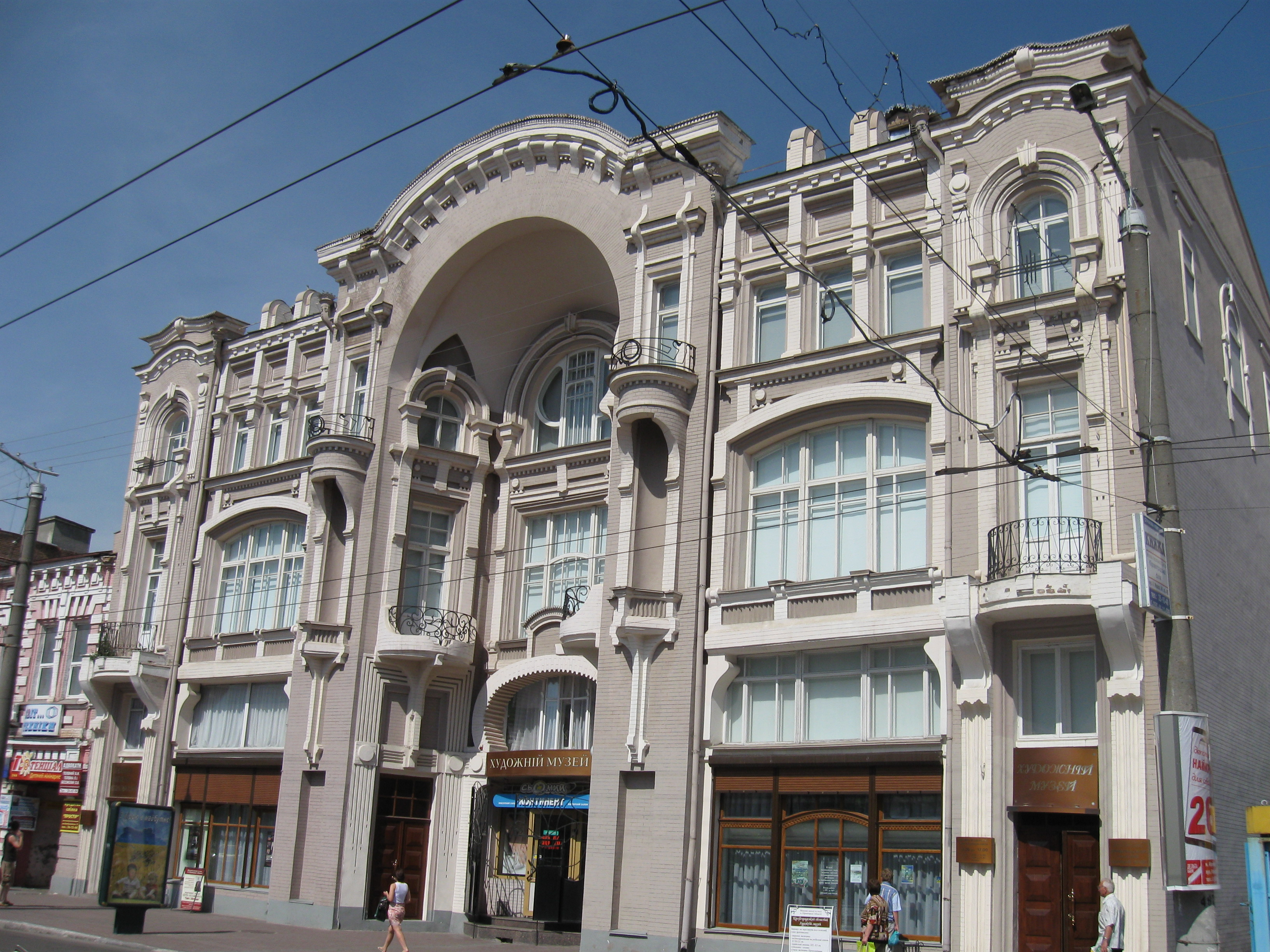
Kировоградский художественный музей

- Кировоградский областной художественный музей[4]
- Художественно-мемориальный музей А. А. Осмёркина[5]

## Луганская область
- Луганский областной художественный музей
- Стахановский городской историко-художественный музей

## Львовская область

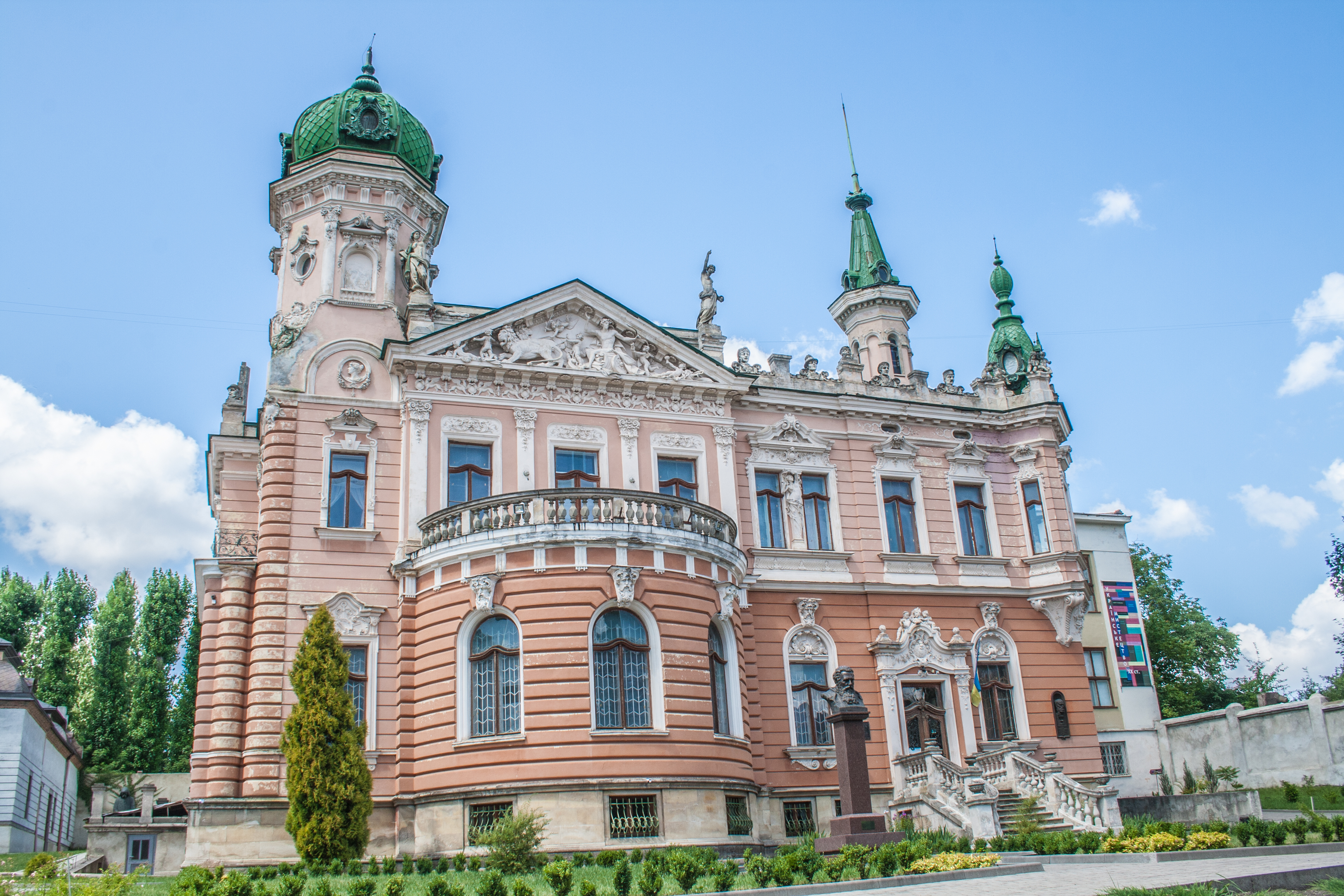
Музей Шептицкого

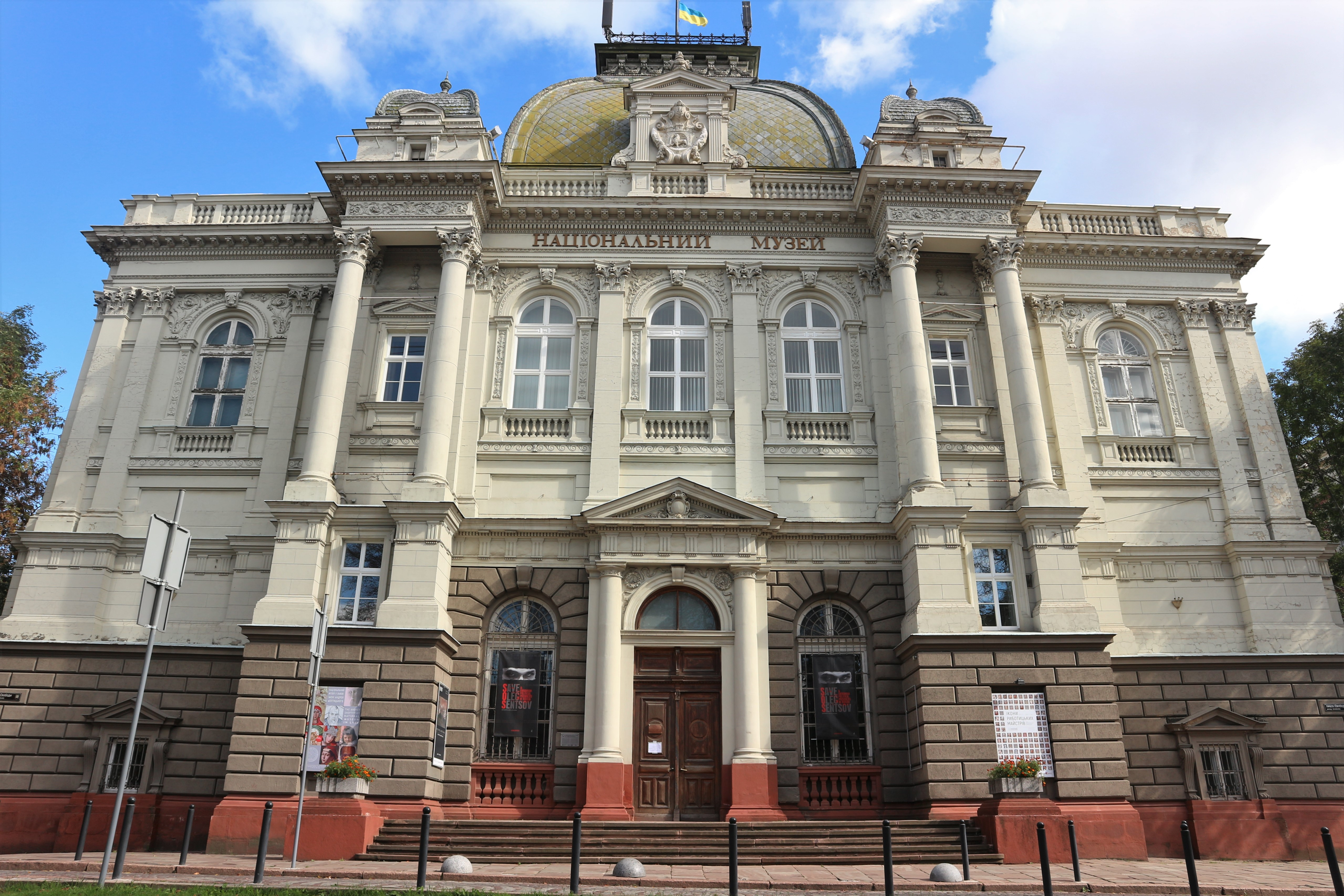
Львовский национальный музей

- Львовская национальная художественная галерея
- Львовский городской центр искусств
- Научно-художественный фонд митрополита А. Шептицкого «Львовский национальный музей»
  - Художественно-мемориальный музей Елены Кульчицкой, Львов
  - Художественно-мемориальный музей Алексея Новаковского, Львов
  - Художественно-мемориальный музей Леопольда Левицкого, Львов
  - Художественный музей Михаила Билача, Трускавец
  - Художественно-мемориальный музей Ивана Труша, Львов
  - Сокальский художественный музей, Червоноград
  - Бойковский художественный музей, Самбор

## Николаевская область
- Николаевский областной художественный музей имени В. В. Верещагина
  - Музей маринистической живописи им. Р. Судковского[укр.]
  - Вознесенский художественный музей Е. А. Кибрика

## Одесская область

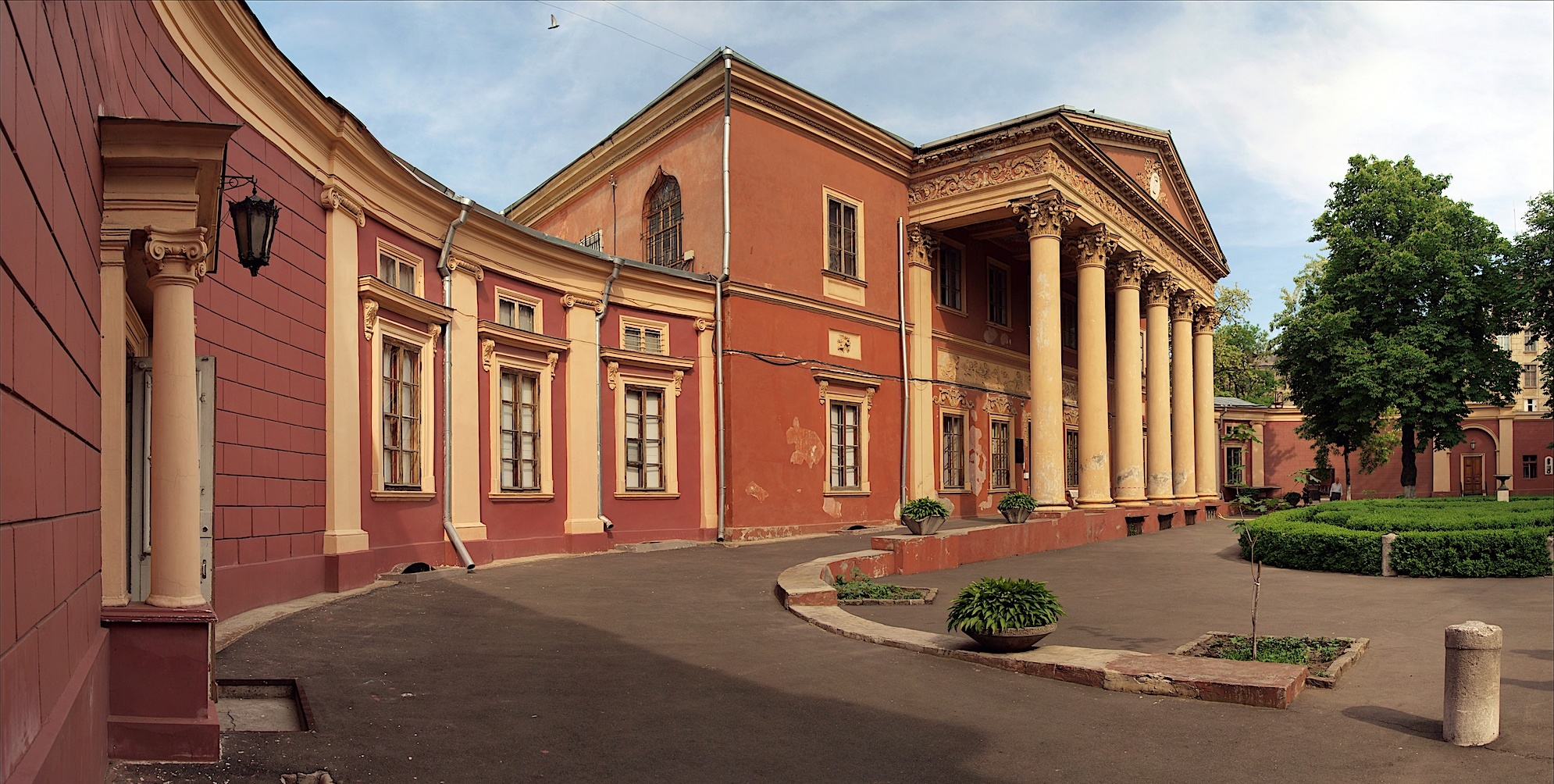
Одесский национальный художественный музей

- Одесский национальный художественный музей
  - Ананьевский историко-художественный музей[6]
- Одесский музей западного и восточного искусства
- Измаильская картинная галерея
- Черноморский музей изобразительных искусств им. А. М. Белого

## Полтавская область
- Полтавский художественный музей
- Кременчугская городская художественная галерея[7]
- Картинная галерея Натальи Юзефович[укр.][8], Кременчуг

## Сумская область

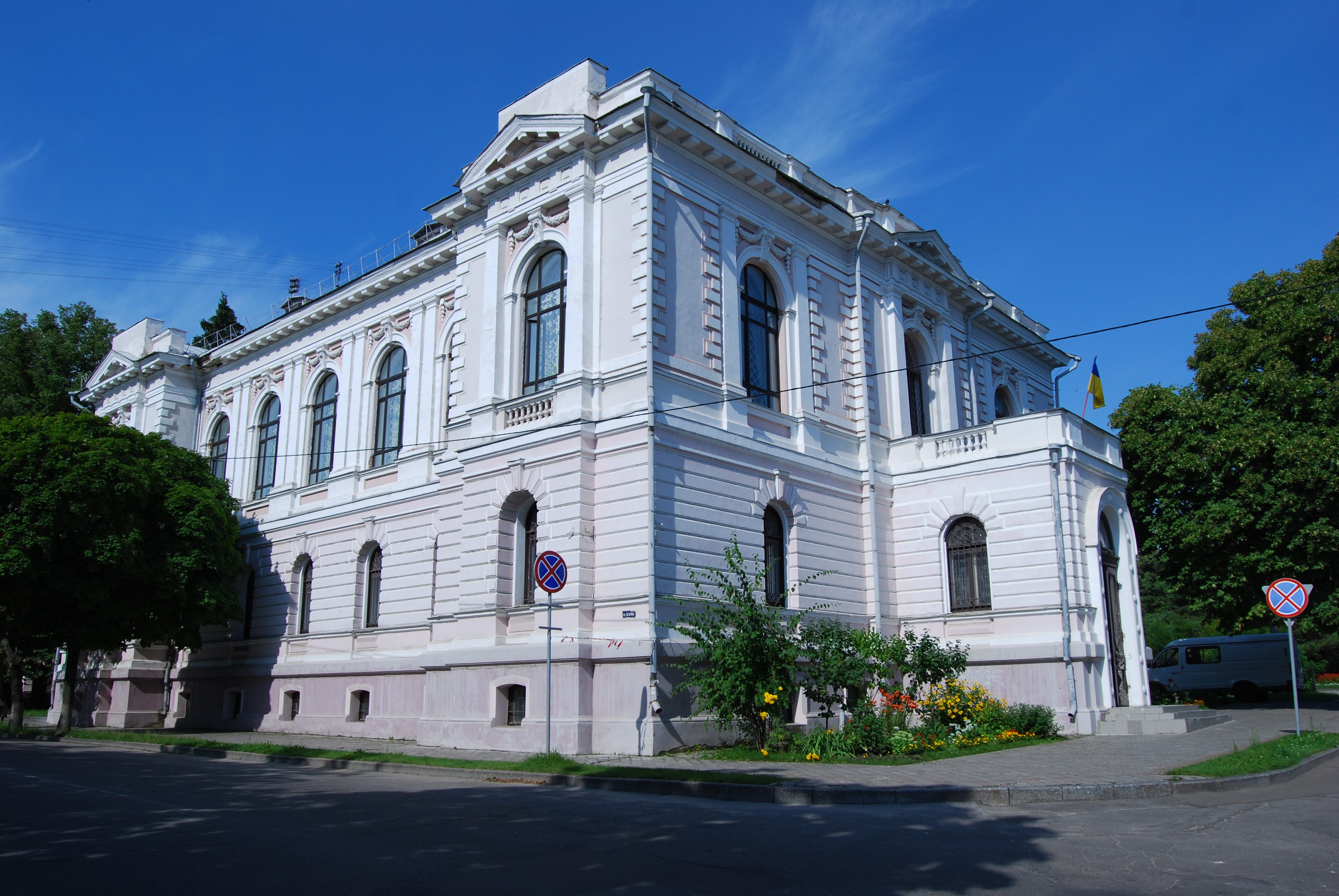
Сумской областной художественный музей имени Н. Х. Онацкого

- Сумской областной художественный музей имени Н. Х. Онацкого
- Лебединский городской художественный музей[укр.]

## Тернопольская область
- Тернопольский областной художественный музей[укр.]
- Мемориально-художественный музей И. Хворостецкого (филиал Кременецкого краеведческого музея), Почаев

## Харьковская область
- Харьковский художественный музей

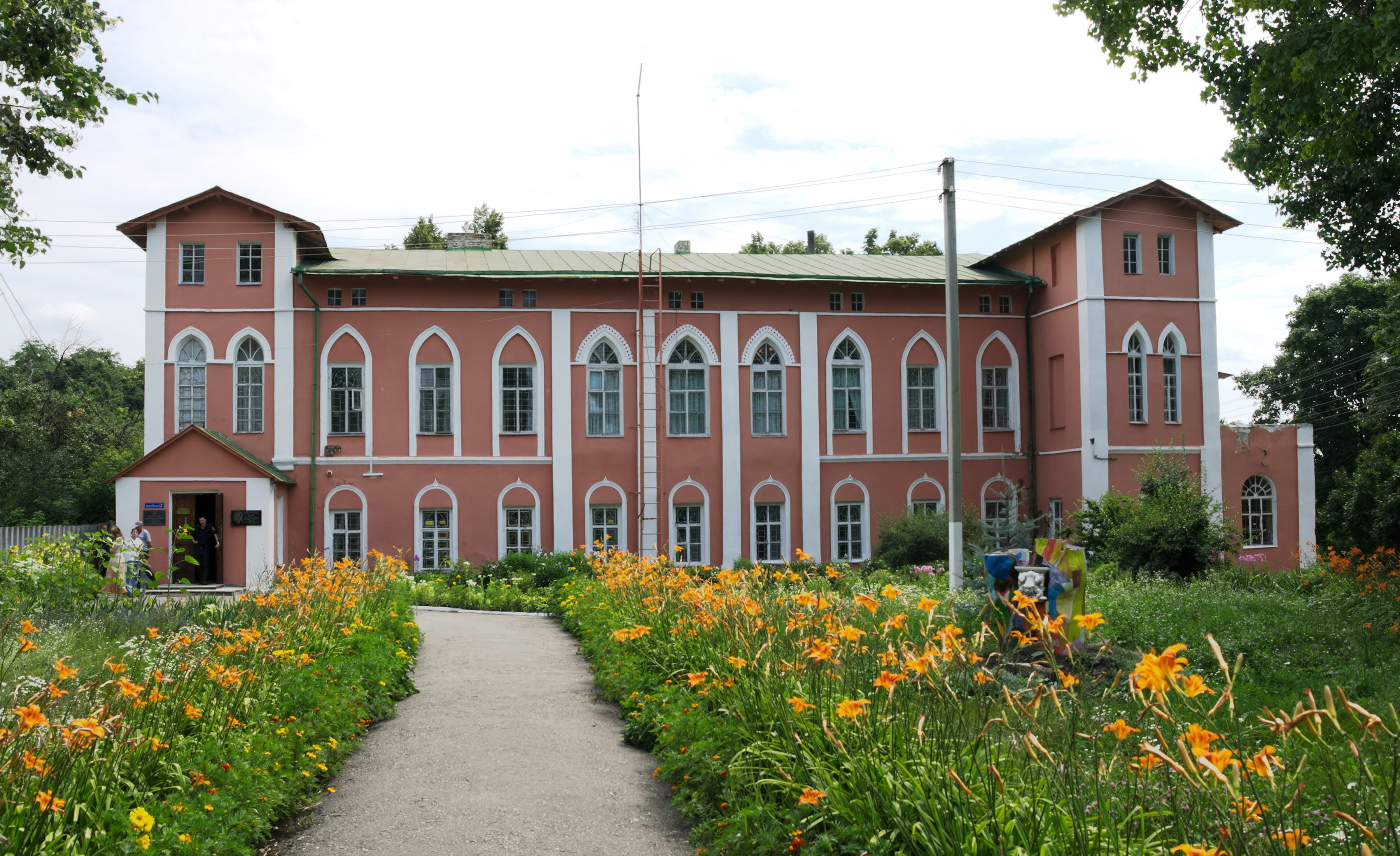
Пархомовский историко-художественный музей

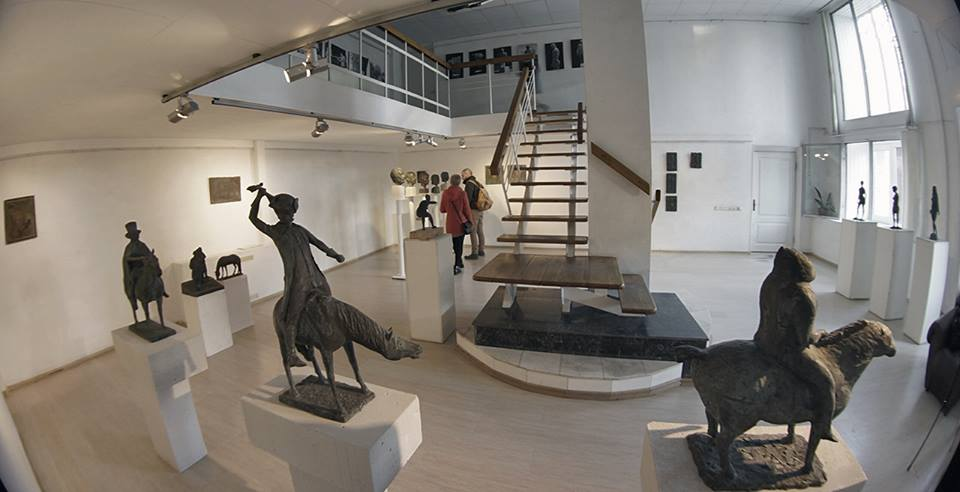

  - Музей народного искусства, Харьков
  - Пархомовский историко-художественный музей
  - Лауреат государственной премии Украины, Галерея И. Репина, Чугуев
- Харьковская городская галерея[укр.]
- Чугуевский историко-культурный заповедник им. И. Репина

## Херсонская область
- Херсонский художественный музей имени Алексея Шовкуненко
- Новокаховская картинная галерея[9]

## Хмельницкая область
- Хмельницкий художественный музей
- Художественная галерея Каменец-Подольского государственного музея истории и культуры

## Черкасская область
- Черкасский художественный музей
- Картинная галерея Умани (филиал Уманского краеведческого музея[укр.])
- Корсунь-Шевченковская художественная галерея

## Черновицкая область
- Черновицкий художественный музей

## Черниговская область

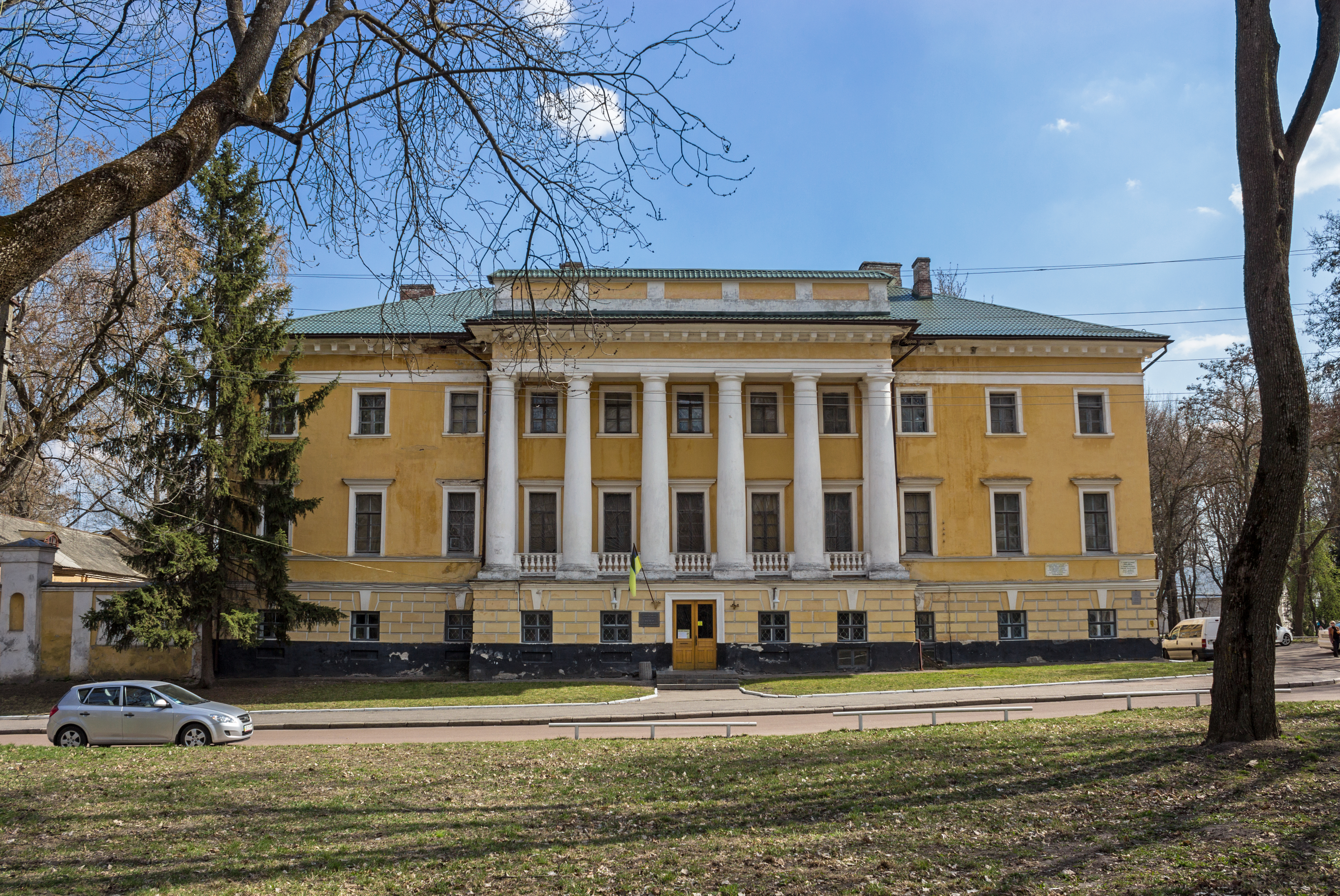
Черниговский областной художественный музей

- Черниговский областной художественный музей
  - Художественная галерея в селе Лемеши
- Борзнянский мемориально-художественный музей «Усадьба народного художника Украины Александра Саенко», Борзна